# NGC 7035
NGC 7035 (również PGC 66258) – galaktyka soczewkowata (SB0), znajdująca się w gwiazdozbiorze Koziorożca. Odkrył ją w 1886 roku Frank Muller. Towarzyszy jej galaktyka PGC 66257, zwana też NGC 7035A lub NGC 7035B.